# جوان لندن
جوان لندن (بالإنجليزية: Joan London)‏‏ (24 يوليو 1948 في برث - ) روائية من أستراليا.